# 잭 카디프

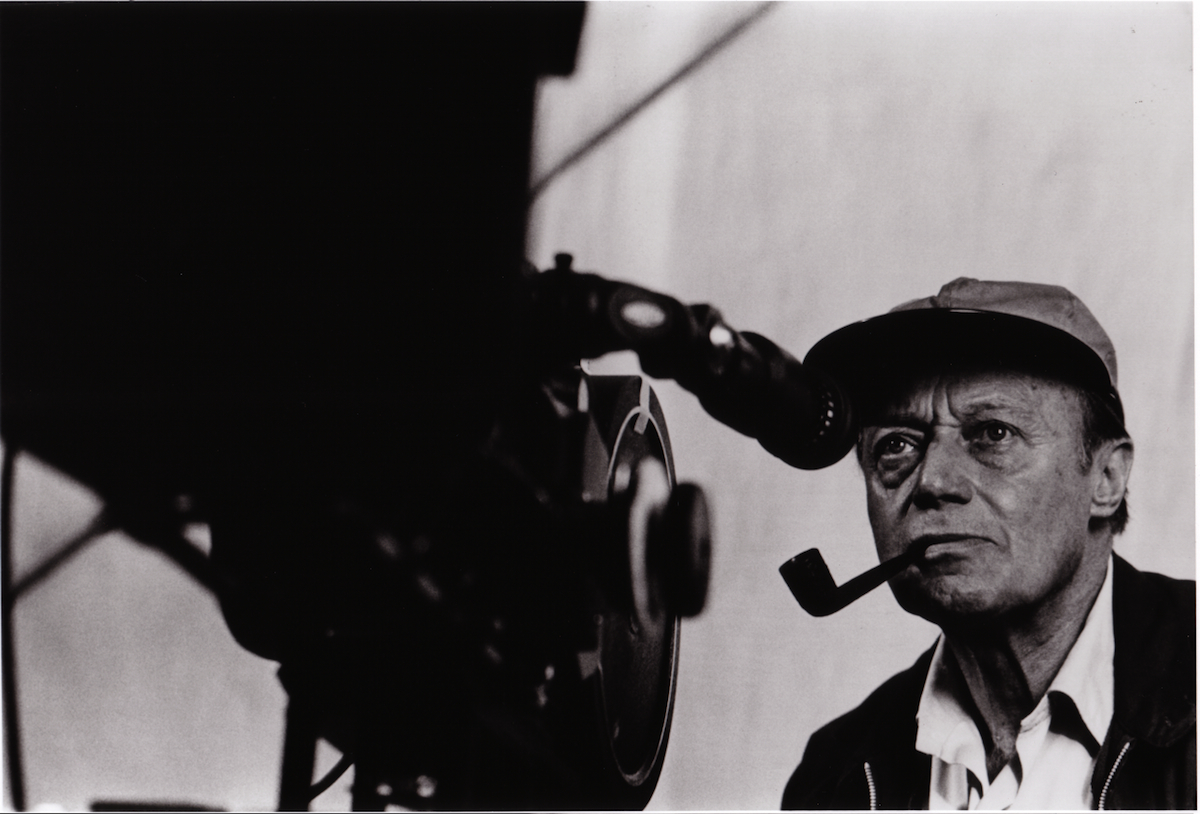
1970년대 모습

잭 카디프(Jack Cardiff, 1914년 9월 18일 – 2009년 4월 22일)는 영국의 촬영 감독, 영화 및 텔레비전 감독, 사진가이다. 무성 영화에서부터 테크니컬러 초기 실험작에 이르기까지 반세기 이상 영화 촬영에 몸담으며 영화 발전에 힘썼다.

## 참여 작품

### 촬영 감독
- 천국으로 가는 계단
- 검은 수선화
- 분홍신 (1948년 영화)
- 염소자리 (영화)
- 흑장미
- 아프리카의 여왕
- 맨발의 콘테샤
- 전쟁과 평화 (1956년 영화)
- 왕자와 무희
- 레전드 오브 더 로스트
- 바이킹 (1958년 영화)
- 패니 (1961년 영화)
- 왕자와 거지 (1977년 영화)
- 나일 강의 죽음 (1978년 영화)
- 은밀한 거래
- 코난 2 - 디스트로이어
- 캣츠 아이 (영화)
- 람보 2
- 백만달러 대소동

### 감독
- 아들과 연인 (1960년 영화)
- 전함 바이킹
- 그대 품에 다시 한 번